# Poecilium quadrimaculatus
Poecilium quadrimaculatus är en skalbaggsart som först beskrevs av J. Linsley Gressitt 1935.  Poecilium quadrimaculatus ingår i släktet Poecilium och familjen långhorningar. Inga underarter finns listade i Catalogue of Life.